# Ipixuna do Pará
Ipixuna do Pará é um município brasileiro do estado do Pará, pertencente à Mesorregião do Nordeste Paraense e sede da microrregião do Guamá. Localiza-se no norte brasileiro, a uma latitude 06º04'03" sul e a uma longitude 49º54'08" oeste (6° 04′ 03″ S, 49° 54′ 08″ O), distante 250 km de distância da capital Belém.

## História
Em 1958 chegou à região o pioneiro Sr. Leonardo Manoel do Carmo, que, juntamente com sua família, composta de treze pessoas, se constituíram nos primeiros habitantes do que hoje é a Sede do Município. O primeiro passo foi construir uma morada e, em seguida o roçado. No seu rastro vieram Idelfonso Ribeiro, Irineu Farias, Antonio Cipriano e Manoel Henrique.
Na esteira do pioneirismo surgiu a primeira casa de comércio, em 1960, de Vicente Fortunato. Em seguida, Raimundo Maracanã abriu outro comércio às margens do Rio Ipixuna, sendo da mesma época a instalação de um posto de gasolina, no antigo trecho da Belém-Brasília.
Preocupada com a orientação espiritual, a comunidade reuniu os fiéis e juntos construíram uma igreja, na qual foi entronizada a imagem de Nossa Senhora do Perpétuo Socorro. A torre do templo religioso fazia frente para a antiga rodovia e tinha o formato de um dedo, que segundo reza a lenda, era o dedo de Deus conclamando os fiés para a reza.
A localidade era conhecida por km 108. Mais tarde, em função do rio que corta o município, passou a denominar-se de Ipixuna, nome de origem indígena – TUPI-GUARANI, que significa “Rio de Águas Escuras”.
Com os incentivos de vários programas governamentais visando à ocupação da Amazônia, - provocando intenso processo migratório à região, principalmente de nordestinos, construiu-se a Vila de Ipixuna. Depois do impacto inicial, fomentado por incentivos fiscais da antiga SUDAM, que fizeram surgir grandes empreendimentos rurais, Ipixuna passou por um período de estagnação, gerado principalmente pelo descaso e a indiferença dos administradores do então Município de São Domingos do Capim. Esses fatos fizeram surgir no seio da sociedade o ideal da emancipação política, o que veio a ocorrer em 13 de dezembro de 1991, através da Lei Estadual nº 5.690. Em 1º de janeiro de 1993, instalou-se o Município, com o nome de IPIXUNA DO PARÁ, nesse evento deu-se a posse do primeiro Prefeito, Antonio Araújo de Lima e Vereadores eleitos no pleito de 1992.

## Geografia
Ipixuna do Pará localiza-se na Mesorregião Nordeste paraense, Microrregião do Guamá, limitando-se com os Municípios de Paragominas, Goianésia, Breu Branco, Tailândia, Tomé-Açu, Aurora do Pará, Capitão Poço e Nova Esperança do Piriá. A sede do Município está à 250 km da Capital do Estado-Belém, ligada por via rodoviária, rodovia BR-010 e por via fluvial através do Rio Capim. Possui as seguintes coordenadas geográficas: 02º 33’ 03“ de latitude sul e 47º 30’ 06” de longitude oeste de Greenwich, estando a uma altitude de 50 metros.
O município possui uma área de 5 215,555 km² com uma população, conforme estimativas do IBGE de 2018, de 62 455 habitantes, o que lhe confere uma densidade demográfica de 9,84 habitantes por km². A área urbana conta com 12.227 mil pessoas residentes, segundo Censo Demográfico 2010.

### Caracterização Física do Município
Ipixuna do Pará tem um clima tropical. Na maioria dos meses do ano, existe uma pluviosidade significativa em Ipixuna do Pará. Só existe uma curta época seca e não é muito eficaz. De acordo com a Köppen e Geiger o clima é classificado como Am. Em Ipixuna do Pará a temperatura média é 26.7 °C. A pluviosidade média anual é 2098 mm. Quando comparados o mês mais seco tem uma diferença de precipitação de 350 mm em relação ao mês mais chuvoso. Ao longo do ano as temperaturas médias variam 0.8 °C. 27.1 °C é a temperatura média do mês de outubro, o mês mais quente do ano. Ao longo do ano fevereiro tem uma temperatura média de 26.3 °C. Durante o ano é a temperatura média mais baixa. O mês mais seco é setembro com 55 mm. O mês de maior precipitação é março, com uma média de 405 mm.
As tipologias de vegetação mais encontradas no município são as de floresta Ombrofila Densa Submontana, Florestas Secundárias Latifoliadas (capoeiras sem predominância de palmeiras), de diversas idades e origens, e, associadas aos cursos de água, as florestas Ombrófilas densas Aluviais e as Florestas Ombrófilas inundáveis de Várzea (Salgado et al. 1990).
Os principais tipos de solos que ocorrem na região nordeste do estado do Pará são os latossolos, podzóis, solos hidromórficos e aluvionares e os litolíticos de forma subordinada. (RADAM BRASIL, 1976).
Estes solos estão dispostos de acordo com o relevo, onde nos platôs e nas encostas, predominam os latossolos; nas terras intermediarias entre os platôs e as terras baixas, prevalecem os solos podzólicos e nas terras baixas e ao longo dos igarapés, predominam os solos de aluvião, hidromórficos e as areias quartzozas.
As feições geomorfológicas mais marcantes na área são os platôs com seus topos sub-horizontais sustentados por crostas ferro-aluminosas com alturas de aproximadamente 100 metros em relação aos vales circunvizinhos. Os níveis intermediários são elevações abauladas que na maioria bordejam os platôs, e os vales planos associados a cursos d’água.
O padrão de drenagem da região é dendrítico, destacando-se como principais cursos d’água rios Capim que corre na direção norte ao encontro do rio Guamá.

## Organização Político-Administrativa
O Município de Ipixuna do Pará possui uma estrutura político-administrativa composta pelo Poder Executivo, chefiado por um Prefeito eleito por sufrágio universal, o qual é auxiliado diretamente por secretários municipais nomeados por ele, e pelo Poder Legislativo, institucionalizado pela Câmara Municipal de Ipixuna do Pará, órgão colegiado de representação dos munícipes que é composto por vereadores também eleitos por sufrágio universal.